# Czerwony terror
Czerwony terror (ros. красный террор) – okres nasilonych represji i masowego terroru politycznego stosowanego przez bolszewików w Rosyjskiej FSRR w latach 1918–1922.

Bolszewicy posługiwali się terrorem i prześladowaniami od momentu objęcia władzy w wyniku rewolucji październikowej 1917, jednak masowego charakteru i szczególnego nasilenia nabrał on na początku września 1918. „Czerwony terror” oficjalnie wprowadzono specjalnym dekretem Rady Komisarzy Ludowych RFSRR z 5 września 1918. Miało to związek z dokonanym 30 sierpnia 1918 nieudanym zamachem na Lenina i zabiciem przez lewicowego eserowca szefa Czeki w Piotrogrodzie Moisieja Urickiego. Odtąd organy Czeki mogły stosować terror, w tym zasadę odpowiedzialności zbiorowej, na niespotykaną wcześniej skalę. W odpowiedzi na zabicie Urickiego bolszewicy zamordowali w Piotrogrodzie 500 osób, a w odwecie za zamach na Lenina – 600 osób w Moskwie. Zastępca szefa Czeki Feliksa Dzierżyńskiego, Mārtiņš Lācis, skierował do czekistów następujące instrukcje postępowania z wrogami władzy bolszewickiej (zawarte w piśmie „Krasnyj Terror”, czyli „Czerwony Terror”): 

Nie prowadzimy wojny z pojedynczymi osobami. Likwidujemy burżuazję jako klasę. W czasie śledztwa nie szukaj dowodów, że oskarżony słowami i czynem występował przeciwko władzy radzieckiej. Podstawowe pytania, jakie powinieneś zadać to: do jakiej klasy należy oskarżony? Skąd pochodzi? Jakie jest jego wykształcenie lub zawód? Odpowiedzi na te pytania powinny określić los oskarżonego. W tym leży znaczenie i istota Czerwonego Terroru.

 W tym samym czasie Dzierżyński i jego drugi zastępca Jēkabs Peterss rozkazali czekistom: 

Niech klasa robotnicza zdepcze masowym terrorem hydrę kontrrewolucji! Niech wrogowie klasy robotniczej wiedzą, że każdy zatrzymany z nielegalnie posiadaną bronią będzie natychmiast rozstrzelany i że każdy, kto ośmiela się szerzyć jakąkolwiek propagandę skierowaną przeciw władzy sowieckiej, zostanie natychmiast aresztowany i zamknięty w obozie koncentracyjnym.

Grigorij Zinowjew na spotkaniu przywódców bolszewickich we wrześniu 1918 stwierdził: 

Musimy pociągnąć za sobą dziewięćdziesiąt ze stu milionów mieszkańców Rosji Radzieckiej. Jeśli idzie o pozostałych, nie mamy im nic do powiedzenia. Muszą zostać zlikwidowani.

Lew Trocki 17 grudnia 1917 zwracając się do kadetów stwierdził: 

Powinniście wiedzieć, że nie później niż za miesiąc terror przyjmie bardzo silne formy na przykładzie wielkich francuskich rewolucjonistów: naszych wrogów będzie czekać gilotyna, a nie tylko więzienie.

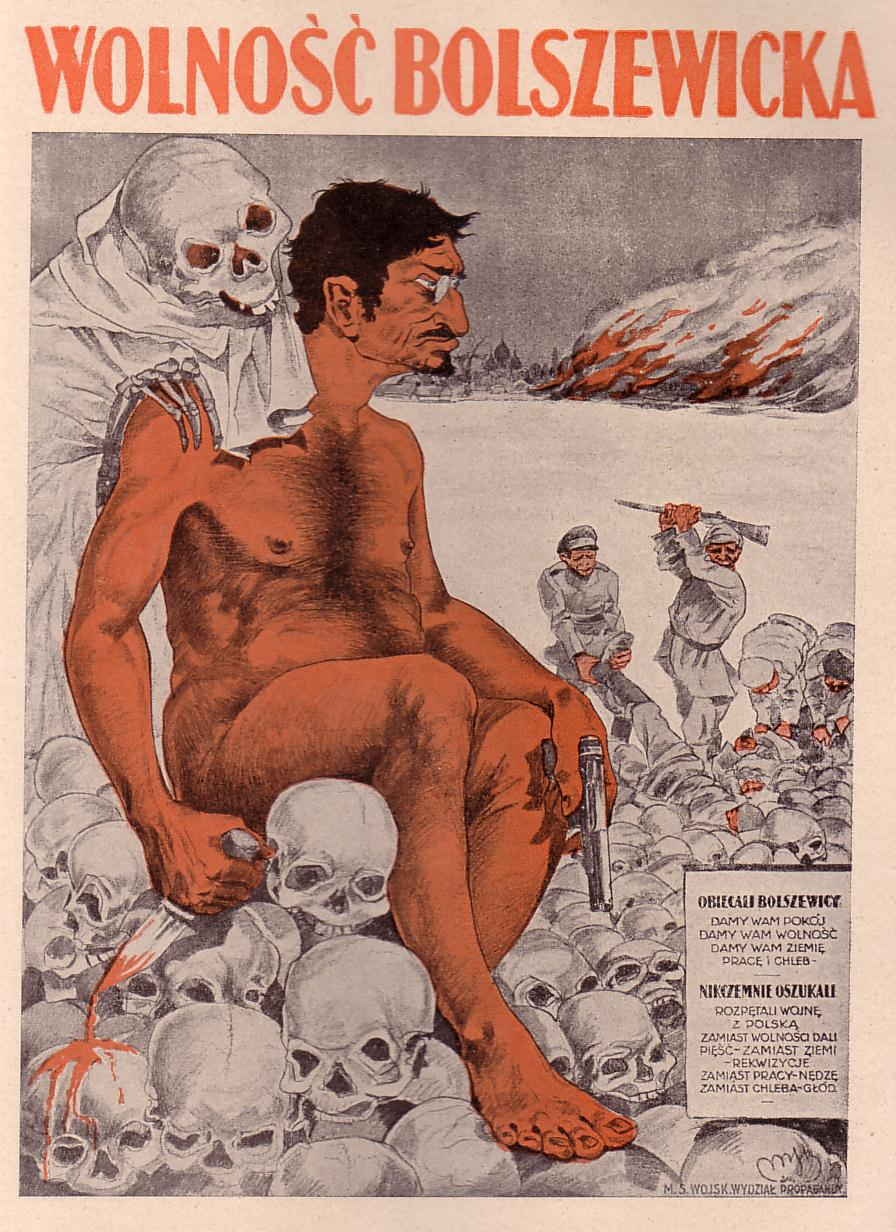
Lew Trocki i czerwony terror na polskim plakacie Wolność bolszewicka

Do końca września 1918 w Moskwie zamordowano kilkaset osób, w tym dwóch byłych carskich ministrów, w Piotrogrodzie wykonano prawie 1300 egzekucji, a w Kronsztadzie w ciągu zaledwie jednej nocy zastrzelono 400 żołnierzy i cywilów. Za zastrzelenie jednego członka brygady aprowizacyjnej rekwirującej zboże rolnikom, funkcjonariusze Czeki zabili 152 osoby. Od lutego do czerwca 1919 w Charkowie bolszewicy przeprowadzili od 2 do 3 tysięcy egzekucji, w styczniu 1920 w Rostowie nad Donem około tysiąca, w Odessie od maja do sierpnia 1919 – 2,2 tysiąca, a od lutego 1920 do lutego 1921 od 1,5 do 3 tysięcy. W Kijowie od lutego do sierpnia 1919 czekiści zabili co najmniej 3 tysiące osób, od sierpnia 1920 do lutego 1921 w Jekaterynodarze co najmniej 3 tysiące, a w Armawirze od sierpnia do października 1920 – od 2 do 3 tysięcy. Po zajęciu Krymu przez bolszewików Béla Kun i Rozalija Ziemlaczka kierowali masowymi egzekucjami białogwardzistów i ich zwolenników. Po zdławieniu chłopskiego powstania tambowskiego (1920–1921) kilkadziesiąt tysięcy osób – uczestników tego powstania oraz ich rodzin mieszkających w guberni tambowskiej – zostało straconych, uwięzionych lub deportowanych. Czeka krwawo rozprawiała się również ze strajkującymi robotnikami. Ogólna liczba ofiar śmiertelnych „czerwonego terroru” z lat 1918–1922 obliczana jest na między 50 tysięcy a 1,7 miliona.
Określenie „czerwony terror” jest też stosowane wobec zbrodni popełnionych przez komunistów podczas wojny domowej w Hiszpanii (1936–1939), a także wobec zbrodni popełnionych przez władze Węgierskiej Republiki Rad w 1919 oraz rządów Mengystu Hajle Marjama w Etiopii 1977–1991.